# 沃明斯特
沃明斯特（Warminster）是英國的一個城鎮和民政教區，位於英格蘭威爾特郡西部。沃明斯特這一地名首次見於記載是在10世紀初期。

## 友好城市
- 法國 弗莱尔